# Stadtpfarrkirche Perg

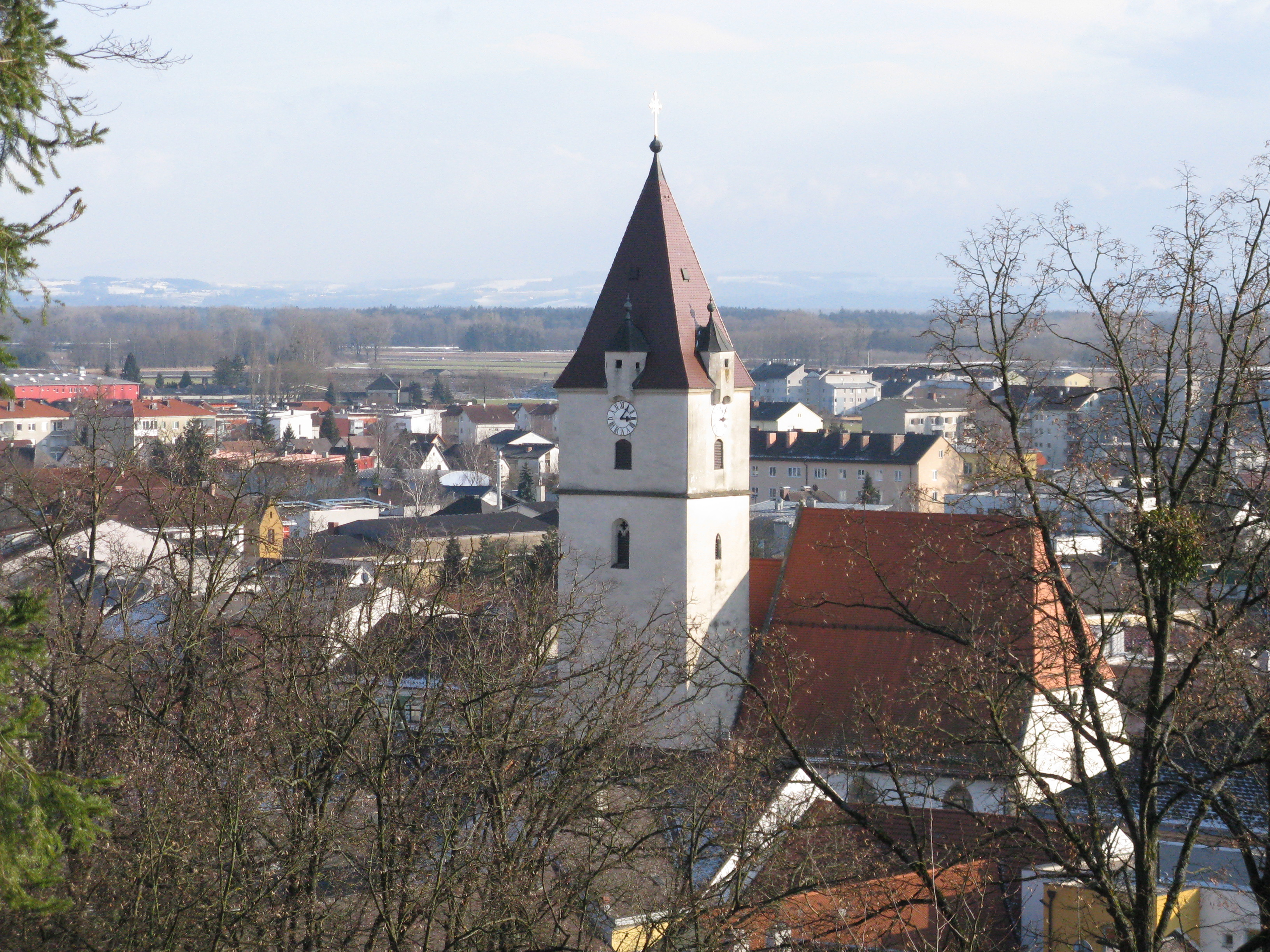
Stadtpfarrkirche Perg (Februar 2009)

Die römisch-katholische Stadtpfarrkirche Perg in Perg im oberösterreichischen Mühlviertel ist eine dreischiffige, gotische Hallenkirche, steht als einziges Gebäude auf dem verhältnismäßig großen Hauptplatz und ist dem Hl. Jakob geweiht.
An Stelle einer nicht mehr nachweisbaren Holzkirche errichteten die Bürger von Perg 1416 eine Jakobskapelle aus Stein, die bereits einen Friedhof besaß. Um 1500 beziehungsweise 1528 wurde die Kapelle zur Jakobskirche ausgebaut und am 15. Oktober 1542 entstand die Pfarre Perg durch Abtrennung von der Altpfarre Naarn.
Die Perger Stadtpfarrkirche wurde zuletzt 1972/73 innen und 1987 außen gründlich renoviert.

## Geographie

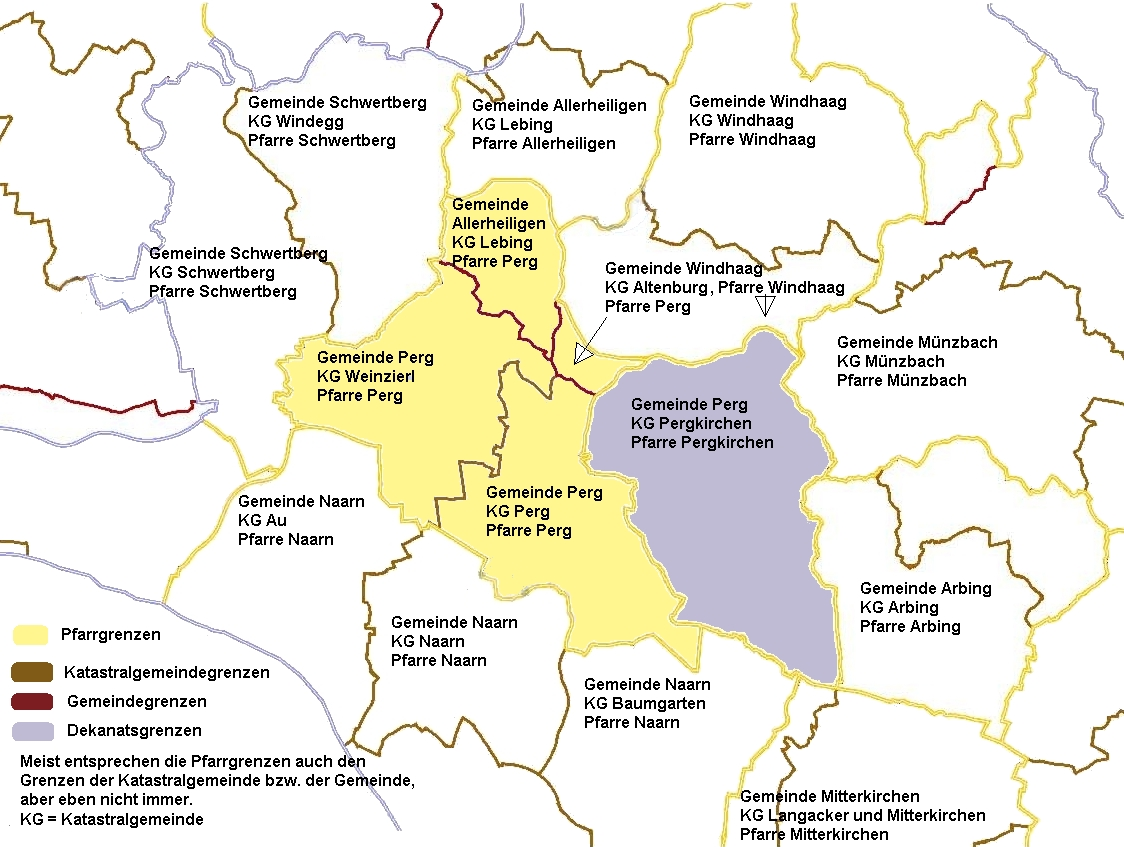
Pfarr- und Gemeindegrenzen in Perg, Nachbarpfarren

Die Stadtpfarrkirche Perg ist die Pfarrkirche der Pfarre Perg, einer römisch-katholischen Pfarre im Dekanat Perg in der Region Mühlviertel in der für das Bundesland Oberösterreich zuständigen österreichischen Diözese Linz in der Kirchenprovinz Wien. Die unter der Pfarrnummer 4281 geführte Pfarre betreut 5.062 Katholiken, die sich auf Teile der Gemeindegebiete von Allerheiligen im Mühlkreis, Perg und Windhaag bei Perg verteilen.
Zur Pfarre gehören in der Stadtgemeinde Perg im Wesentlichen das Stadtzentrum von Perg und die Ortschaften bzw. Ortsteile Aisthofen, Karlingberg mit der Poschachersiedlung, Kickenau, Lanzenberg, Pasching, Weinzierl und Zeitling, in der Gemeinde Allerheiligen im Mühlkreis die Ortschaften Judenleiten und Niederlebing und in der Gemeinde Windhaag die Ortschaften Karlingberg und Kuchlmühle.
Mit der Gründung der Pfarre Allerheiligen im Jahr 1891 verlor die Pfarre Perg Ortschaftsteile von Aisthofen an Schwertberg und die Ortschaften Allerheiligen und Oberlebing an Allerheiligen. Sie bekam dafür von der Pfarre Pergkirchen den Ortsteil Untervormarkt und Teile der Ortschaften Kranewitt und Hochtor (Hoadara).
Die Pfarre ist Teil des Seelsorgeraumes Perg, dem die Pfarren Allerheiligen, Münzbach, Pergkirchen, Perg und Windhaag angehören.
Nachbarpfarren sind Naarn, Mitterkirchen, Arbing, Pergkirchen, Windhaag bei Perg, Allerheiligen bei Perg und Schwertberg im Dekanat Perg.

## Geschichte

### Geschichte der Pfarre

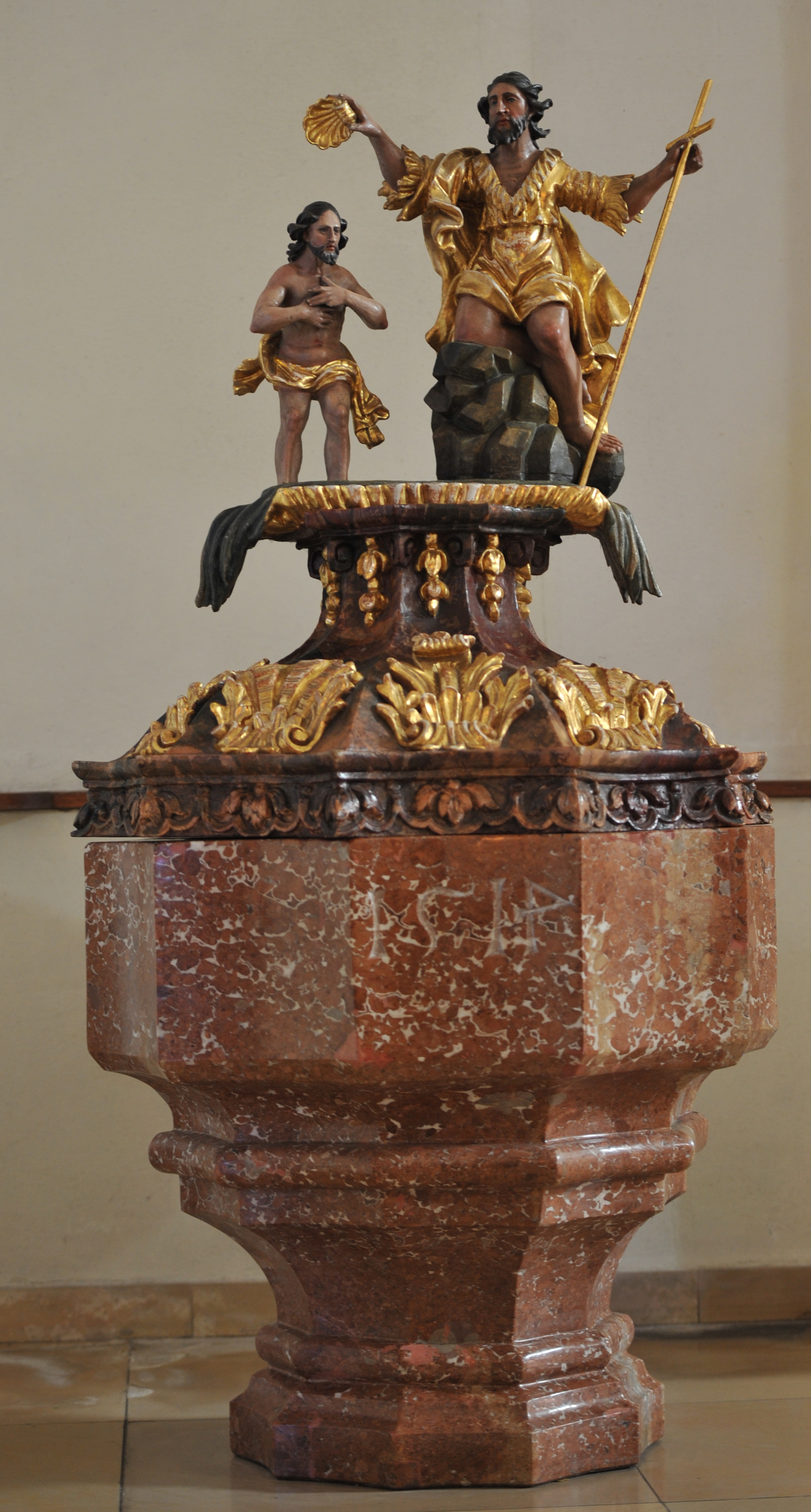
Spätgotisches Rotmarmor-Taufbecken aus 1514 mit Rokoko-Aufsatz

Das Christentum kam vermutlich über Lorch in die Ebene, die später Machland genannt wurde. Eine von vier Mutterpfarren des heutigen Mühlviertels war die Pfarre Naarn.
König Ludwig der Fromme restituierte dem Bistum Passau die Orte Nardinum (Naarn), Reode (Ried in der Riedmark) und Saxina basilica duas (Saxen) bereits 823. Naarn war damals Filialpfarre von Mistelbach bei Wels und Hauptort der Riedmark, die damals auch das Machland umfasste.
In dem noch dünn besiedelten Gebiet dürften lange Zeit nur wenige Christen gelebt haben, denn in dem aus dem 9. Jahrhundert stammenden Gräberfeld auf dem Hausberg des Klammbauerngutes in Auhof bei Perg auf dem Gebiet der Pfarre Pergkirchen gab es kaum christliche Funde. Wahrscheinlich wurden die dort wohnenden Christen auf dem christlichen Friedhof in Naarn bestattet, bis es 1142 zur Pfarrgründung in Pergkirchen kam.
Eine dem Heiligen Martin geweihte Kirche bestand in Pergkirchen schon ab 1088 als Eigenkirche der Herren von Perg. Im Gegensatz dazu können christliche Bauwerke auf dem Gebiet der Pfarre Perg mit der Erwähnung eines Marienaltars im Gotteshaus zu Perg (Filialkirche der Pfarrkirche Naarn) im Jahr 1363 erst verhältnismäßig spät belegt werden, obwohl die Bürger der Ortschaft schon am 27. Juli 1269 von König Ottokar II. von Böhmen Marktrechte eingeräumt bzw. bestätigt wurden.
Hieronymus Vereallus, Bischof und päpstlicher Legat (ident mit Girolamo Verallo, * 1497, † 1555), erteilte am 15. Oktober zu Wien der Filialkirche Perg pfarrherrliche Rechte und es finden seither Taufen, Trauungen und Begräbnisse für die Perger in dieser Kirche statt. Die genaue Lage der Pfarrgrenzen, wie sie damals festgelegt wurden, ist nicht mehr bekannt.
Die Pfarre Perg gehörte ab 1823 zum Dekanat Pabneukirchen. Fallweise wurde der Dekanat auch Bergkirchen (=Pergkirchen) genannt, weil die Dechanten zeitweilig aus einer der beiden Pfarren kamen. Von den Nachbarpfarren gehörten damals Mitterkirchen, Pergkirchen und Windhaag ebenfalls zu diesem Dekanat, während Allerheiligen und Naarn dem Dekanat Wartberg angehörten. Nach diversen Bemühungen 1878 und 1925 wurde mit Wirkung 1. Jänner 1974 der Dekanat Perg errichtet, zu dem 12 Pfarren gehören.
Die Liste der Namen von Perger Pfarrern ist unvollständig. Die Reformation spielte in Perg keine Rolle, es gab nie protestantische Pfarrer. Mit 1. November 1750 wurde ein zweiter Priester angestellt.

### Geschichte der Pfarrkirche
Die Holzkirche(n) von Perg
Die erste an dieser Stelle im Markt Perg errichtete Kirche dürfte eine Holzkirche gewesen sein, weil bei der Renovierung der jetzt dort befindlichen Kirche keinerlei Fundamente eines älteren Kirchenbaues gefunden wurden. Wie aus einer urkundlichen Erwähnung aus dem Jahr 1363 hervorgeht, befand sich in der Kirche neben dem Hauptaltar ein Marienaltar: Friedrich, der Fäustling, Bürger zu Perg, und Kunigunde, seine Hausfrau, stifteten ein ewiges Licht, welches Tag und Nacht zu brennen hat in einer Lampe vor unserem Marienaltar im Gotteshaus zu Perg.
Die Jakobskapelle von Perg

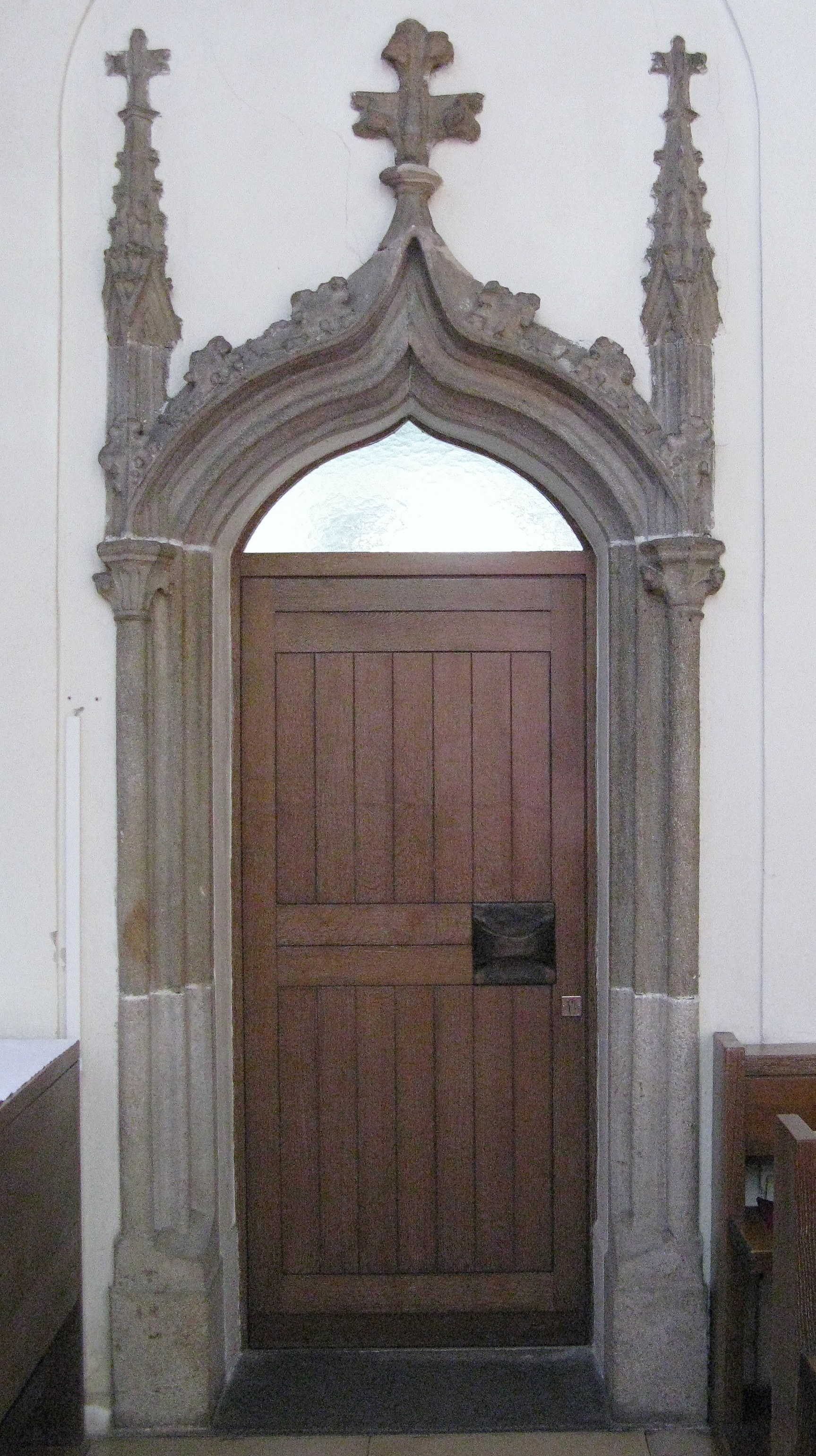
Gotisches Sakristeisportal an der Stelle der Priestersitznische

Um 1416 bauten die Perger Bürger an der Stelle, wo sich heute das Presbyterium befindet, ein erstes Gotteshaus aus Stein, eine Jakobskapelle, im weichen Stil der französischen Kapellengotik. Die Bewohner des Marktes Perg gehörten damals und noch bis 1542 zur Pfarre Naarn. Am 1. Mai 1416 stiftete der Rat des Marktes Perg und Konrad Pestel, Bürger in Freistadt, mit Zustimmung des Pfarrers von Naarn eine ewige Frühmesse in der Jakobskapelle zu Perg.
Bei der Jakobskapelle handelte es sich um zwei breitrechteckige kreuzrippengewölbte Joche mit 5/8 Schluss, reich skulptierte Kapitelle und Schlusssteine mit Laubwerk (Lamm Gottes, Hl. Jakobus der Ältere, Rose). Sechs einfache schmale Fenster ohne Maßwerk reichten ursprünglich einen Meter tiefer.
Bemerkenswert ist die Priestersitznische an der Südwand, wo sich seit 1880 das gotische Sakristeiportal befinde.
Die Jakobskirche von Perg

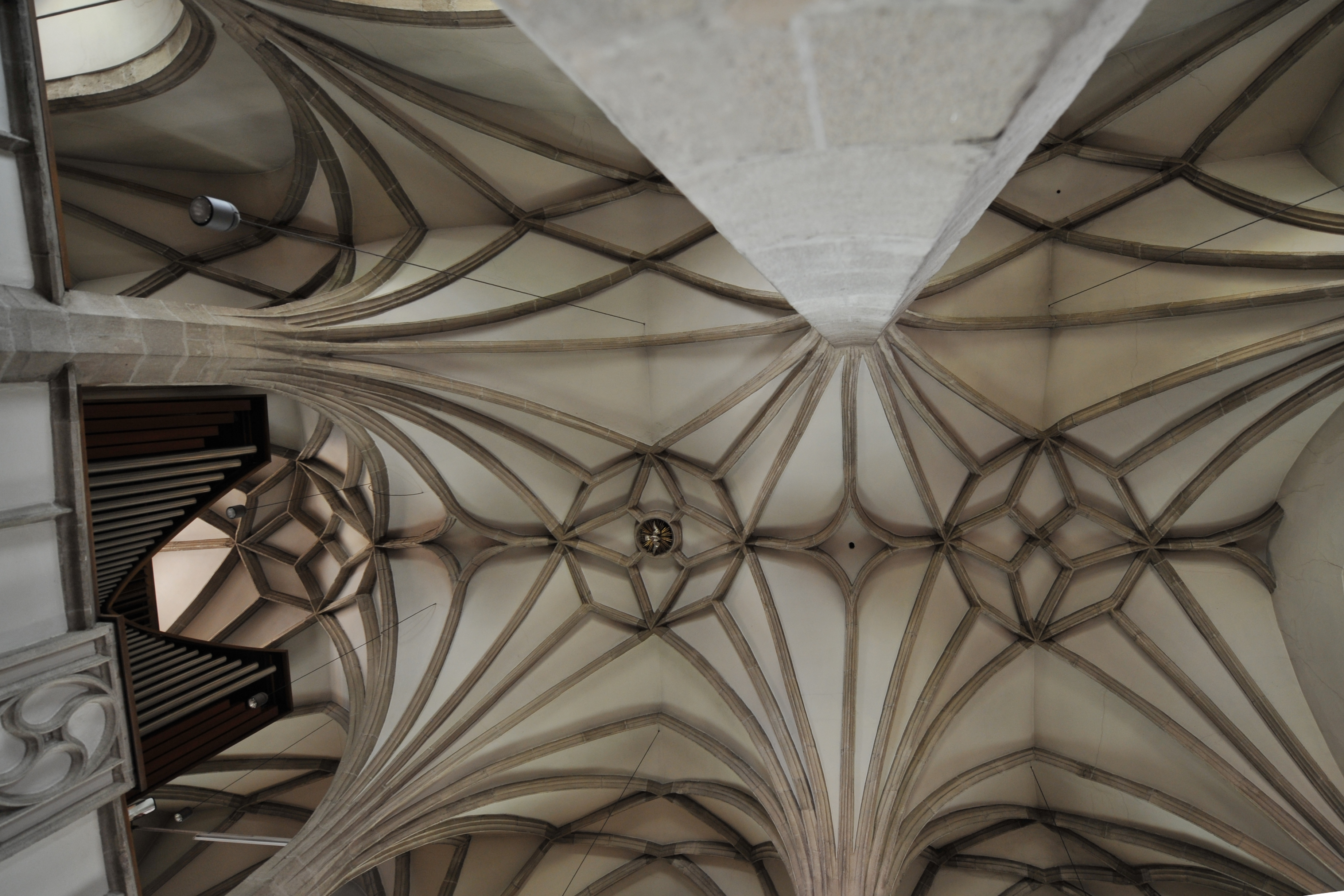
Sternrippengewölbe des Langhauses, erste Hälfte des 16. Jahrhunderts mit Heiligem Geist als Schlussstein

Um 1500 wurde ein dreijochiges Langhaus errichtet, das 1528 um die beiden Seitenschiffe erweitert wurde. Zwei hineingestellte Pfeilerpaare bildeten eine dreischiffige Halle als Kirchenraum, wobei das Mittelschiff ein reiches Sternrippengewölbe hat, während die beiden Seitenschiffe netzrippengewölbt sind.
Der Ausbau der Kapelle zur Kirche um 1500 und 1528 umfasste Seitenemporen, die von bereits innen liegenden Strebepfeilern getragen werden. Die Ostpfeiler der dreischiffigen Halle sind gekehlt, die Westpfeiler, auf denen die massive Empore steht, haben glatte Schaftflächen.

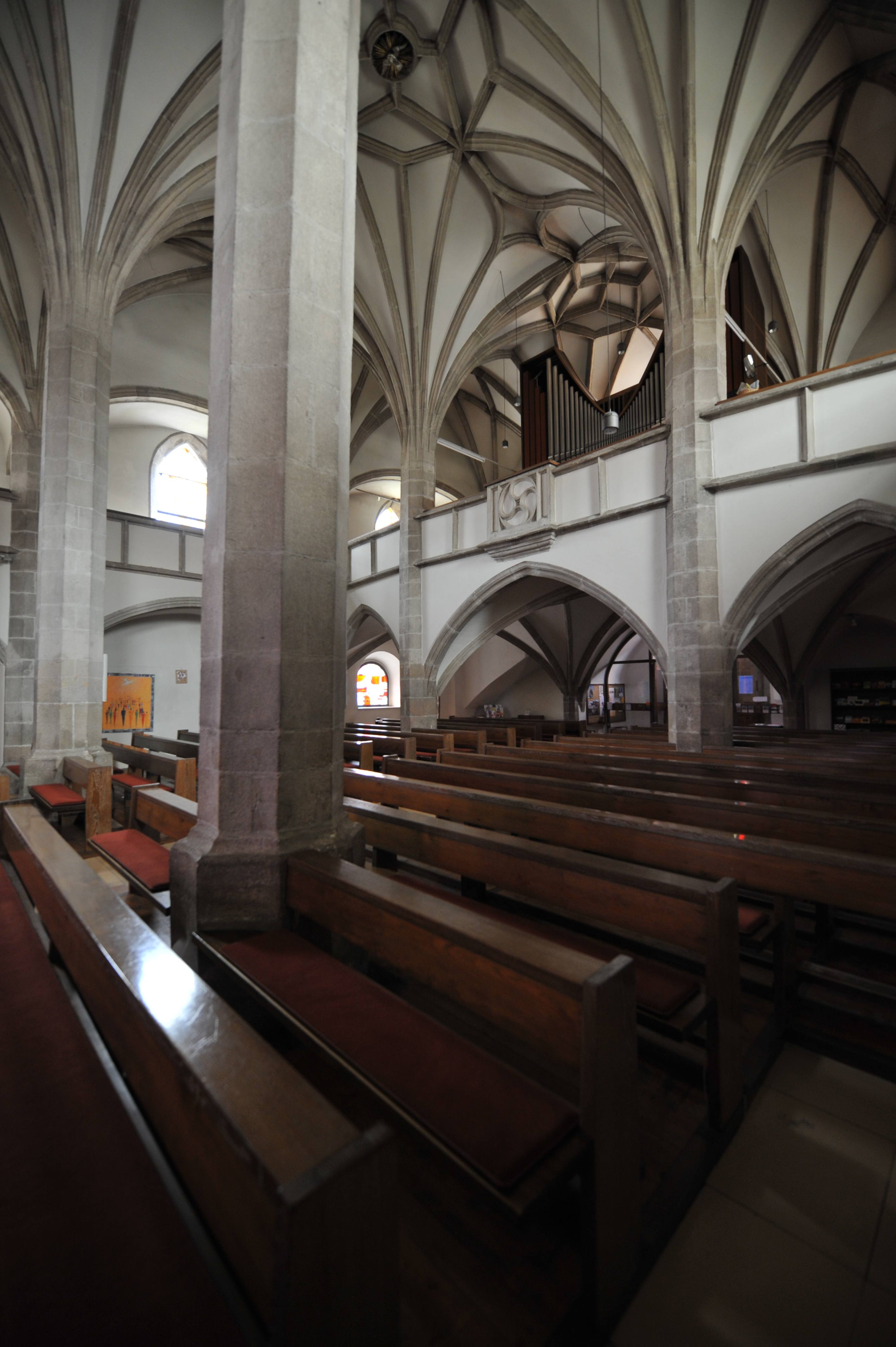
Orgelempore mit schmalen Seitenemporen

In jener Zeit wurde ein erster Friedhof um den vorderen Teil der Kirche angelegt. Bei den Straßenarbeiten Anfang der 1960er Jahre wurden dort Mauer- und Knochenreste gefunden. Weitere Informationen zu den Perger Friedhöfen finden sich im

### Die Renovierungen der Stadtpfarrkirche Perg
Der Zeitraum 1416 bis nach dem verheerenden Brand von 1708
In der Jakobskapelle und späteren -kirche stand ein gotischer Flügelaltar, der wahrscheinlich nach dem großen Brand vom 16. Juli 1708, bei dem innerhalb kurzer Zeit die Kirche, ein Teil des Pfarrhofes, die Schule und weitere 108 Häuser abbrannten, herausgenommen wurde.
Dieser um 1500 von einer Bürgerfamilie gestiftete Altar bestand aus vier Tafelbildern mit den Motiven: Geburt Christi, Begegnung der Frauen, Hl. Jakobus der Ältere auf apostolischer Wanderung und Enthauptung des Hl. Jakobus.
Die beiden Jakobsbilder (Ölbilder, Tafelbilder, 91 × 67 cm groß) kamen im 19. Jahrhundert im Kunsthandel wieder zum Vorschein, wurden vom Bundesdenkmalamt angekauft und befinden sich heute im Linzer Schlossmuseum. Die beiden Marientafeln sind verschollen. Die Bilder wurden später Perger Tafeln genannt. Theodor Bohdanowicz, Maler, Bildhauer und akademischer Restaurator aus Linz (* 1925, † 1977), hat die Tafel Hl. Jakobus der Ältere auf apostolischer Wanderung = Jakobus als Pilger kopiert und diese wurde zu Ostern 1975 in der Apsis der Stadtpfarrkirche Perg angebracht.
Nach dem Brand im Jahr 1708 hatte die Perger Pfarrkirche zwei Jahre kein Dach. Das Gewölbe drohte einzustürzen, weil die hölzernen Schließen ausgebrannt waren. In einem Gesuch um eine ergiebige Brandsteuer schrieb der damalige Pfarrer, dass diese Kirche das ärmste Gotteshaus im Land sei, denn sie besitze nichts. Wir waren bis jetzt nicht einmal im Stande, auf die Kirche einen Dachstuhl aufzusetzen.
Daraufhin wurden von den Städten und Märkten Oberösterreichs und den Klöstern Niederösterreichs so viel gespendet, dass in Passau 14000 Dachziegel bestellt werden konnten. Die Bauern der Umgebung spendeten Holz, sodass die Kirche vor Einbruch eines weiteren Winters wieder einen Dachstuhl und ein Dach erhielt. Die Schäden dieser langen dachlosen Zeit war der Kirche noch bis zu den Renovierungen in der zweiten Hälfte des 20. Jahrhunderts anzumerken. Eine damals im Bereich der Empore eingezogene Eisenschließe trägt die Jahreszahl 1710.
Der Zeitraum nach dem Brand von 1708 bis 1958
In der Folge wurde die Kirche nur allmählich notdürftig eingerichtet. Der Hauptaltar, ein sehr einfacher Bretterkasten wurde erst im Jahr 1802 eingebaut, 1844 wurden größere Sanierungsarbeiten am Mauerwerk durchgeführt, um vor allem das Gewölbe zu stützen. 1849 wurde die ganze Kirche mit Kalk getüncht der Dachstuhl des Turmes erneuert. 1851 erhielt der Turm auf das 33 Meter hohe Mauerwerk das nach wie vor bestehende 12 Meter hohe Pyramidendach und die vier Erkertürmchen. Der Turm hat einschließlich des 3 Meter hohen Turmkreuzes mit Kugel eine Höhe von 48 Metern.
Jakob Wöß, Pfarrer von Perg von 1871 bis 1890, führte 1880 eine erste große Innenrenovierung durch. Die übertünchten Rippen und Säulen wurden wieder freigelegt, das äußerst schadhafte Gewölbe saniert, eine neue Sakristei an der Südseite angebaut. An Stelle des Bretterkastens von 1802 wurde der bis zur Innenrenovierung 1972 verwendeten neugotischen Hochaltar und eine Kanzel bei Engelbert Westreicher, Linz, in Auftrag gegeben. Die Kanzel wurde gegenüber der vorherigen südseitig angebracht und von der neuen Sakristei aus leicht zugänglich gemacht. Die alte Turmsakristei wurde Beichtkapelle. 1882 folgten noch die ersten beiden gemalten Fenstergläser aus Innsbruck für die Fenster links und rechts des neuen Hochaltars.
1911 ließ Johann Ev. Stauchner, Pfarrer von Perg von 1900 bis 1928, das elektrische Licht in die Kirche einleiten und im Juli jenes Jahres begann eine neue große Innenrenovierung. Die Wangen der neugotischen Bänke schuf der Holzbildhauer, Politiker, Bürgermeister, und Ehrenbürger von Perg, Josef Dirnberger (* 1872, † 1937), nach dem in Perg eine Straße benannt ist. Die Kirche erhielt ein neues Terrazzopflaster, neue Beichtstühle, weitere sieben bemalte Fenster und die noch heute in Verwendung stehende Kirchentüre am Hauptportal.
Unter dem Perger Ehrenbürger, Konsistorialrat Karl Mayer, Pfarrer von Perg 1929 bis 1958, erfolgte 1930 eine Außenrenovierung der Pfarrkirche (ohne Turm). Die Kirche wurde lichtgrau gefärbelt und an der Südseite das gotische Portal aus der Errichtungszeit der Kirche um 1500 freigelegt. 1931 folgte eine Innenrenovierung mit einer Neufärbelung. Während des Zweiten Weltkrieges war das sehr schadhafte Kirchendach das Sorgenkind des Pfarrers. Erst nach Kriegsende konnte es in drei Etappen in den Jahren 1955, 1956 und 1958 neu eingedeckt werden.
Der Zeitraum 1958 bis dato
Pfarrer Franz Auzinger ließ 1960 die Turmuhr und das Geläute elektrifizieren, 1971 eine Warmluftheizung für das Kircheninnere einbauen und 1972 einen 70 Quadratmeter großen Anbau an der Nordseite errichten, der mit der Turmkapelle und dem Kirchenraum verbunden und als Bußzone nach Architekt Rudolf Schwarz, eingerichtet wurde.
Die 1973 vorgenommene gründliche Innenrenovierung der Kirche berücksichtigte die liturgischen Neuordnung nach den Vorgaben des zweiten Vatikanischen Konzils, bei der mit Zustimmung des Bundesdenkmalamtes das Kircheninnere vollständig ausgeräumt und die neugotische Einrichtung (einschließlich des Altars und der Kanzel von Westreicher) dauerhaft entfernt wurde. Die Sanierung des Kirchengebäudes wurde 1987 mit einer ebenso gründlichen Außenrenovierung abgeschlossen.

#### Die Innenrenovierung 1973

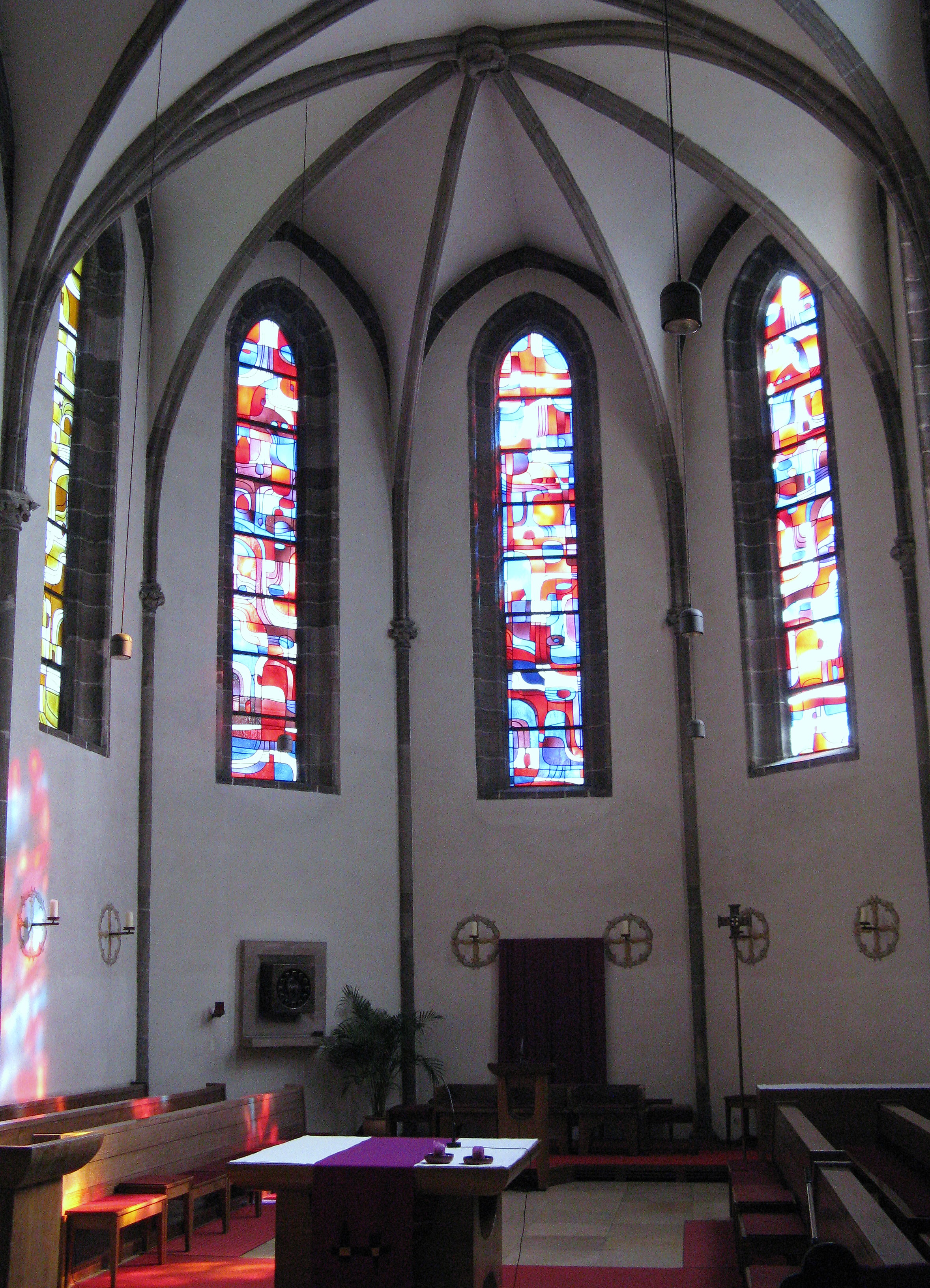
Altarraum der Stadtpfarrkirche Perg nach der Innenrenovierung 1973

Erst nach einer achtjährigen Planung, an der fünf Architekten beteiligt waren, begann die Ausführung. Innenarchitektonisch sollte edle Einfachheit vermittelt werden.
Das auslösende Moment für die Renovierung waren bedenkliche Mauerrisse an der Südmauer und am rechtsseitigen Gewölbe. Die Verlegung der Wasserleitung und des Abwasserkanals entlang der südlichen Kirchenmauer hatte die Risse vergrößert, sodass Handlungsbedarf bestand. Durch die 1710 ausgebrochene südliche Eingangstür neben der Chorstiege, wo sich heute ein Rundbogenfenster befindet, hatte die Südwestecke des Kirchengebäudes den Halt verloren. Dort wurde das Fundament am meisten verstärkt. Am 2. April 1972 löste sich während des Osterhochamtes ein 1,75 kg schwerer Stein von der südlichen Empore-Brüstung. Glücklicherweise wurde niemand verletzt. Einige Personen verließen jedoch panikartig die Kirche.
Zunächst wurde der Fußboden mit einem massiven Unterbau versehen, und das Gebäude damit von unten stabilisiert. Dann kam es zur Öffnung des mittleren Apsisfensters und des 1710 zugemauerten gotischen Südportals. Die weiteren Fenster im unteren Bereich der Kirche machten eine einheitliche Gesamtlösung der Fensterfrage erforderlich. Der Grafiker und Maler Rudolf Kolbitsch, Linz (* 1922, † 2003), der den Ruf hatte, dass er mit Raum und Licht besonders gut umgehen könne, entwarf die neuen Kirchenfenster, wobei er den aus zwei Kirchenräumen bestehenden Innenraum optisch zu einer Einheit zusammenband und ihm ein österlich strahlendes Aussehen zu geben vermochte.
Der Kirchenraum wurde mit schlichten Bänken als Sitzbehelf eingerichtet. Dem Taufstein aus dem Jahr 1514 mit Rokoko-Deckel (Taufe Jesu durch Johannes dem Täufer, Mitte des 18. Jahrhunderts) wurde die Bußzone zugeordnet, weil die Kirchenväter die Buße die mühevolle Taufe nannten. Mit dem Einbau von Sitzbänken entlang der Nord- und Südwand im vorderen, hellen Teil der Kirche, vergleichbar mit dem Chorgestühl vieler Kirchen, wurde zusätzlich Platz für die Gläubigen geschaffen, ohne dass der Priester ständig jemandem den Rücken zuwendet.
Der Altar steht nach der Renovierung der Gemeinde nicht mehr gegenüber, sondern noch in ihr und der Priestersitz schließt die Gemeinschaft um ihn. Damit konnte das mittelalterliche Stufendenken überwunden werden, das für die Kleriker eine Stufe, den Fürsten zwei und Gott drei Stufen vorsah. Im Sinne des Zweiten Vatikanischen Konzils und der vom Gleichheitsgrundsatz bestimmten Gesellschaft stehen alle auf dem gleichen Boden der Menschenwürde und der Taufe, ebenso wie der Amtsträger.
Der Ambo als Tisch des Wortes und der Altar als Tisch des Brotes wurden künstlerisch gleich gestaltet. Der Altar sollte keine Barriere werden, sondern die Gläubigen auf allen vier Seiten gleich einbeziehen und wurde daher quadratisch ausgeführt. Um den Tischcharakter zu erhalten, wurde er von allem frei gehalten und die Kerzenleuchter auf dem Fußboden stehend geformt. Erstmals in der Diözese Linz wurde das Reliquiengrab nicht in einem Stein eingemauert, sondern mit einer Holzplatte eingeleimt. Am ersten Adventsonntag 1973 weihte Diözesanbischof Franz Salesius Zauner den Altar feierlich ein.
Der Tabernakel in Stein und Bronze mit dem Relief Agnus Dei wurde 1973 von Peter Dimmel hergestellt und ist jetzt fest mit dem Gebäude verbunden, nach Art einer Sakramentnische. Die Kreuzwegbilderwand (18. Jahrhundert) hängen nach spätgotischer Art an der nordseitigen Wand an, damit sie von den südlichen Fenstern Licht erhalten kann.
Die spätgotische Madonna (Ende des 16. Jahrhunderts), die durch eine Restaurierung wieder regotisiert worden war, kam aus der Turmkapelle an die Triumphbogenwand und das Johannes Nepomuk Bild aus der Kalvarienbergkirche (2. Drittel des 18. Jahrhunderts) wurde als Gegenstück auf der rechten Seite angebracht.
Die Emporenaufgänge erhielten schmiedeeisernen Gitter. Bemerkenswert sind noch die Türgriffe des Gotteshauses, denn wenn man in die Kirche geht hat man etwas in der Hand. Das Tympanofenster über dem Hauptportal, das als einziges figural gestaltet ist, stellt den Schöpfungshymnus dar.

#### Die Kirchenfenster
Die Fenster der Kirche wurden nach Entwürfen von Rudolf Kolbitsch 1973 von den Glaswerkstätten im Stift Schlierbach hergestellt und 2010 gründlich saniert. Ziel der Neugestaltung im Jahr 1973 war es, den Innenraum auch an trüben Tagen österlich hell wirken zu lassen. Dazu tragen insbesondere die in Gelbtönen gehaltenen Fenster auf der Empore im Langhaus bei. Das gotische Gewölbe wird dadurch hell beleuchtet und wirkt leicht und schwebend. Die Fenster sind großteils abstrakt gehalten. Im Gegensatz dazu ist das Fenster über dem westseitigen Haupteingang in Ätztechnik konkret gestaltet und zeigt den Schöpfungshymnus (Genesis 1-2,4).

#### Die Außenrenovierung 1987
Eine gründliche Gesamtrenovierung war schon wegen der langen Zeit, die seit den letzten Arbeiten (Turm 1849 und Kirche 1930) vergangen war, dringend erforderlich. Die Arbeiten wurden von Ende März bis Mitte September 1987 durchgeführt:
Am Kirchengebäude wurde der Putz nur am Giebel und im Presbyterium vollständig abgeschlagen und in derselben Art wie der Turm verputzt. Alle Steinteile wurden sandgestrahlt, gereinigt und wieder neu gefestigt. Die übrigen Außenmauern an der Süd-, West- und Nordseite wurden nur ausgebessert und in einem ähnlich hellen Farbton gemalt. Auch an der Kirche wurden alle Verblechungen in Kupfer ausgeführt, dazu erstmals Schneefanggitter und über dem Presbyterium ein Wetterhahn montiert. Alle vier Holzkirchentüren wurden aufgefrischt und der vordere Teil der Kirche mit Rollschotter gegen Feuchtigkeit isoliert.
Zur Verbesserung der Raumqualität, zum Schutz vor Kondenswasser, Lärm und Kälte, wurden alle Kirchenfenster nach nur 13 Jahren herausgenommen und um eine Doppelverglasung verstärkt wieder eingesetzt, eine mühevolle Kleinarbeit.
Dabei wurden die Fensterbänke der sechs Apsisfenster im Inneren mit einer versteckten Wasserrinne neu aufgemauert. Beim Abschlagen des Außenputzes wurde überraschend festgestellt, dass diese Fenster ursprünglich einen Meter weiter nach unter reichten und so die Entstofflichung des gotischen Kapellenraumes noch stärker zum Ausdruck brachten.
Das erst 1955 bis 1958 in drei Etappen aufgebrachte Kirchendach wurde erst später, im Februar 2000 erneuert, da es vielerorts schadhaft war und durch herunterbrechende Ziegelteile die Fußgeher im unmittelbaren Bereich der Kirche gefährdete. Für das neue Dach wurde Kirchenbiber, Rundschnitt in naturrot, verwendet.

### Die Kirchturmsanierung 1987

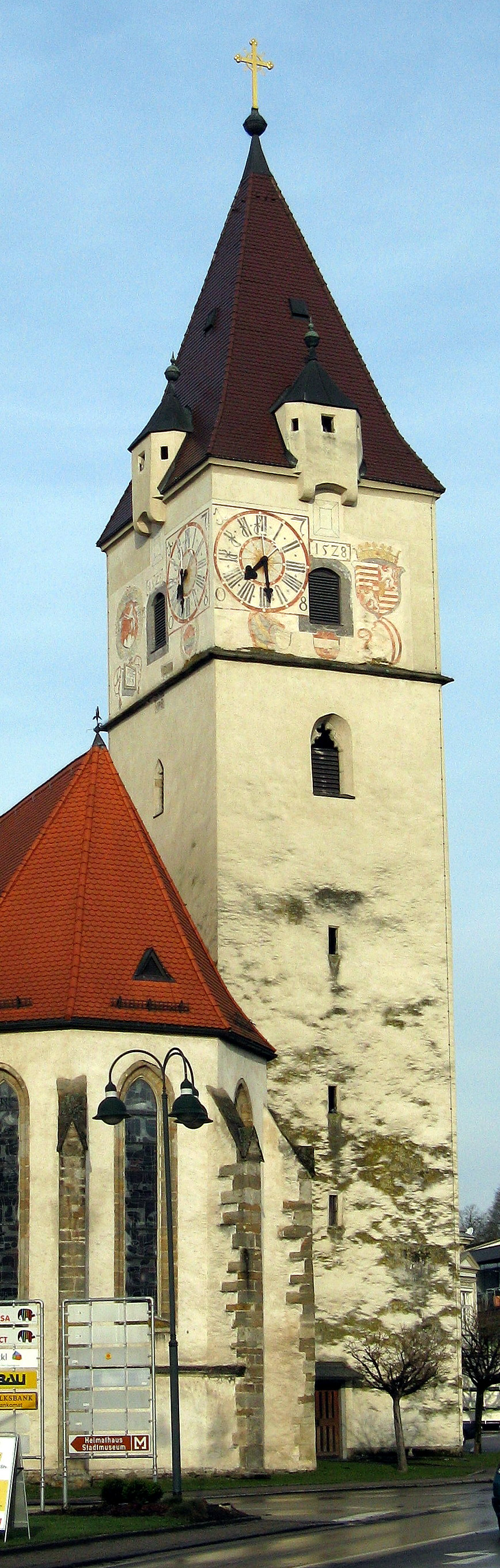
Perger Kirchturm aus 1480, wurde 1528 aufgestockt und zuletzt 1987 saniert

Im nördlichen Chorwinkel wurde 1480 der sehr wehrhaft wirkende Kirchturm gebaut, der 1528 um ein Stockwerk erhöht, mit vier kleinen Erkertürmchen ergänzt und mit den 1987 bei der Außenrenovierung des Turmes wiederentdeckten Fresken versehen wurde. Zunächst hatte der Turm ein niedriges Giebeldach (mit zwei Kreuzen), das 1849 durch ein hohes Pyramidendach ersetzt wurde.
Der Kirchturm in seiner heutigen Form ist 48 Meter hoch, wobei auf das Mauerwerk 33 m, auf das Dach 12 m und das Kreuz mit der Kugel 3 m entfallen.
1987 erfolgte unter Pfarrer Franz Auzinger im Zuge der Gesamt-Außenrenovierung der Stadtpfarrkirche eine gründliche Sanierung des Kirchturmes.
Nach der Aufstellung eines kompakten Gerüstes wurde das sehr schadhafte Turmkreuz abgenommen, das Dach abgedeckt, der Dachstuhl in wochenlanger Arbeit gründlich ausgebessert und neu verlattet. Hierauf wurden alle Blechteile in Kupfer verarbeitet und die Turmspitze mit Biberschwanzziegeln aus Straubing neu eingedeckt.
Bekrönt wurde der Turm mit einem neuen, vom Turmspengler Benito Zambelli aus Sattledt angefertigten Kreuz aus nichtrostendem Stahl, das mit Kupfer ummantelt und vergoldet wurde. Auch die Kugel wurde in Kupferblech achteckig und mit einem Profil um die Mitte gefertigt. Die Turmkreuzsteckung fand unter großer Beteiligung am Bittsonntag, dem 24. Mai 1987 um 20 Uhr statt.
Das Mauerwerk des Turmes sollte zuerst nur ausgebessert werden, es stellte sich in der Folge heraus, dass der Putz so morsch war, dass er nur zur Gänze abgeschlagen werden konnte. Hierauf wurde auf Vorschlag des Bundesdenkmalamtes nur reiner Kalkmörtelputz mit gelbem Sand aufgetragen und bloß mit der Kelle geglättet.

### Die Kirchenglocken
Der Kirchturm hatte bis zum Ersten Weltkrieg vier Glocken, wobei die nachstehend angeführte 12er und 11er Glocke am 22. Jänner 1917 abgenommen und für Kriegszwecke abgeliefert werden mussten:
- Die 12er Glocke wurde ursprünglich 1733 von Johann Hageneder in Steyr gegossen und hatte 12 alte Zentner.[5] Sie zersprang 1854 während eines Begräbnisses. Pfarrer Auer ließ die Glocke in Salzburg durch die „vormals Gugg'sche Glockengießerei“ umgießen und das Gewicht auf 15 alte Zentner erhöhen.[5] Auf dieser Glocke waren die Bilder der Heiligen Karl Borromäus, Jakob, Sebastian und der heiligen Maria sowie eine Inschrift angebracht (960 kg). Die 11er Glocke aus 1854 wurde ebenfalls in Salzburg (Gugg) gegossen. Sie wog 11 alte Zentner und es waren darauf Bilder der Heiligen Leopold, Florian, der Jungfrau Maria und eine Inschrift angebracht (686 kg).

- Die Wandlungsglocke aus dem Jahr 1430 war den vier Evangelisten und den Heiligen drei Königen geweiht und blieb der Pfarre wegen des Altertumswertes ursprünglich erhalten.[5] Sie ist heute nicht mehr vorhanden (250 kg, Durchmesser 78 cm), weil sie 1923 an die Pfarre Arbing verkauft worden war und seither auf dem Arbinger Kirchturm ihren Dienst versieht. Ein Versuch von Pfarrer Mayr, die Glocke 1935 zurückzukaufen, war nicht erfolgreich.

- Die einstige Sterbe- oder Zügenglocke aus dem Jahr 1520 ist den Heiligen Sebastian und Rochus geweiht und befand sich ursprünglich in der Sebastianikapelle im alten Friedhof in der Linzer Straße, hing zunächst auf dem Kirchturm von Perg und wurde 1923 weggegeben (87 kg, Durchmesser 49 cm)[5], der weitere Verbleib ist nicht bekannt.

1917 wurde das Geläute des Perger Kirchturms um eine Glocke aus der Perger Kalvarienbergkirche ergänzt:
- Sterbeglocke mit einem Gewicht von 87 kg, Durchmesser 58 cm, Ton h.[5] Die Glocke trägt die Inschrift „Carl Poz goss mich in Linz 1755“. Auf den Bildern sind das Kruzifix mit Magdalena und die Himmelskönigin mit Jesuskind dargestellt. Diese Glocke versieht nach wie vor ihren Dienst als Sterbeglocke.

1923 wurde das Geläute der Perger Pfarrkirche durch vier neue Stahlglocken ergänzt:
- die Sankt Jakobsglocke (Kriegerglocke) mit einem Gewicht von 1634 kg, 150 cm Durchmesser, Ton d,
- die Marienglocke mit einem Gewicht von 875 kg, 120 cm Durchmesser, Ton fis,
- die Sankt Josefsglocke mit einem Gewicht von 538 kg, 100 cm Durchmesser, Ton a und
- die St. Michaelsglocke mit 396 kg, 90 cm Durchmesser, Ton h.

Die zuletzt angeführten vier Glocken mussten für Kriegszwecke während des Zweiten Weltkrieges abgeliefert werden. Die späteren Ersatzglocken, die sich noch heute auf dem Turm befinden, sind insgesamt noch um 1.460 kg schwerer.

### Die Wiederentdeckung von Fresken

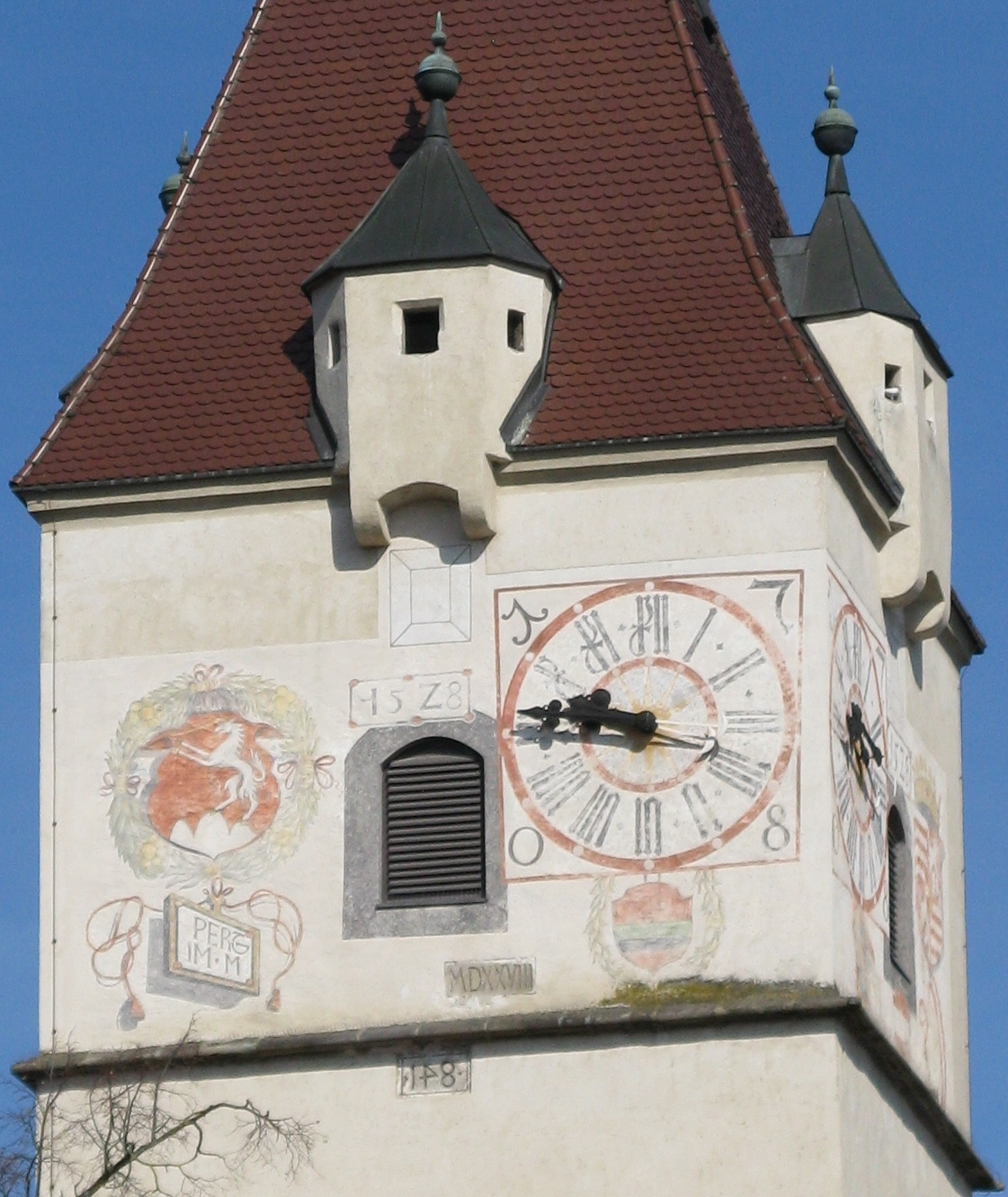
Fresken aus den Jahren 1528 und 1708 auf dem Perger Kirchturm (Südseite)

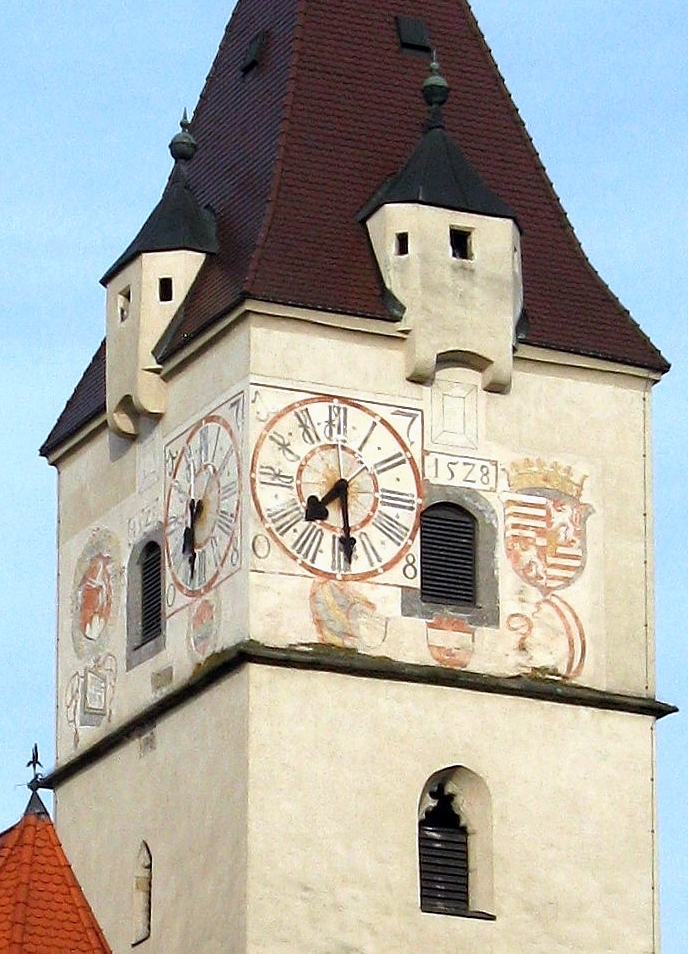
Fresken aus den Jahren 1528 und 1708 auf dem Perger Kirchturm (Ostseite)

Die große Überraschung im Zuge der Kirchturmsanierung 1987 war die Auffindung der Freskomalereien an der Ost- und Südseite des 1528 aufgestockten Turmes.
An der Ostseite rechts wurde das Wappen des Habsburgers Ferdinand I. (1503 bis 1564) sichtbar, der nach der unglücklichen Schlacht bei Mohács (1526) gegen die Türken, bei dem sein Schwager Ludwig II., König von Ungarn und Böhmen, gefallen war, auf Grund eines Erbvertrages dessen Nachfolger wurde.
Ferdinand stand in einer besonderen Beziehung zu Linz, wo er 1521 geheiratet hatte. Aus Freude über diesen unerwarteten Aufstieg ihres Landesherren haben die Bewohner von Perg gleich zweimal übereinander sein Wappen auf den Turm gemalt, den böhmischen Löwen und das ungarische Streifenmuster. G. Kleinhans vom Bundesdenkmalamt nannte dies einen Hurra-Patriotismus.
An der Südseite links wurde das sehr deutlich erkennbare Perger Wappen, das Einhorn auf einem Dreiberg stehend, freigelegt und darunter groß die Schrifttafel mit Perg im M. (M. für Machland). Dazu noch einige kleinere Schilder und Laubkränze, die nicht zugeordnet werden konnten.
Unmittelbar unter den Erkertürmchen wurde je eine kleine Fensterumrahmung in schwarzen Strichen und in einem umrahmten Feld die so wertvolle Jahreszahl 1528 freigelegt. Die an den Ecken aufgemalten Freskozifferblätter waren aus einer späteren Zeit, aus 1708, dem Jahre des Kirchenbrandes, und waren noch sehr gut herhalten. Der Restaurator stellte darunter eine ältere Schicht im gleichen Ausmaß fest. Er ist der Meinung, dass es sich um je eine Sonnenuhr aus dem Jahr 1528 handelt.
Um keine der Malereien zu verdecken, wurde an diesen beiden Seiten das Zeigerwerk der Turmuhr wieder an die ursprüngliche Stelle verlegt. Der Durchmesser dieser Freskozifferblätter beträgt 3 Meter, während die Polyesterzifferblätter an den gegenüberliegenden Seiten, wie bisher, nur genau 2 Meter hoch sind.

## Die Orgeln der Stadtpfarrkirche Perg

### Die Orgeln von 1416 bis 1983
1665 ließ Georg Hagenauer, Marktrichter, eine schöne neue Orgel machen. Daraus ist ableitbar, dass es zuvor bereits eine solche gegeben hat. Über den Erbauer und die Beschaffenheit des Instrumentes liegen keine Angaben vor. Der Schulmeister Richard Christoph Haimb wirkte von 1673 bis 1677 und wurde erstmals ausdrücklich als Organist bezeichnet. Vermutlich wurde beim Brand von 1708 die Orgel beschädigt oder zerstört.
1828 wurde eine neue von Sebastian Schwarzmayr in Wippenham gebaute Orgel angeschafft. Über Kontrakte, Disposition u. ä. dieser Orgel ist ebenfalls nichts in Erfahrung zu bringen. Sie wurde bis 1861 benützt.
Unter Pfarrer Carl Auer wurde 1862/63 eine Orgel mit 12 Registern von Orgelbauer Franz X. Meindl in Ybbs gebaut. Sie wurde am 20. Jänner 1863 aufgestellt und noch am selben Tag durch Anton Bruckner, damals Domorganist in Linz, kollaudiert. Dem Meister wollte ein Ton des Werkes nicht behagen und er ließ nicht locker, bis der Orgelbauer den Fehler behoben hatte. Bruckner kam in der Folge öfter nach Perg und spielte dort die Orgel, die zu seinen Lieblingsinstrumenten gehörte. Die Orgel zählt somit zu den Orgeln, die Bruckner spielte. Die Orgel wurde 1875 von ihrem Erbauer repariert und gestimmt.
1884 hat Anton Bruckner dem Perger Ledermeister und Organisten Josef Diernhofer, mit dem er freundschaftlich verbunden war, eine kleine Gefälligkeitskomposition gewidmet, die Orgelkomposition Perger Präludium in C-Dur (Werkverzeichnis Anton Bruckner Nr. 129). Die Stadt Perg hat die freundschaftlichen und darüber hinaus verwandtschaftlichen Verbindungen des Künstlers zu Perg mit einer Gedenktafel am Haus Herrenstraße Nr. 24 gewürdigt.
1903 wurde die Orgel vom Orgelbauer Breinbauer in Ottensheim gereinigt und repariert. Zwar beabsichtigte Pfarrer Johann Ev. Stauchner bereits anlässlich der Innenrenovierung ab 1911 die Anschaffung einer neuen Orgel, jedoch ist anhand von Bleistiftinschriften, die anlässlich der Abtragung der alten Orgel im Jahr 1983 zum Vorschein kamen, feststellbar, dass 1917, 1941 und 1950 und 1973 Reparaturen und Erneuerungen stattgefunden haben.
| Manual C–d3 |       |
| Prinzipal   | 8′    |
| Bordun      | 8′    |
| Gedakt      | 8′    |
| Salizional  | 8′    |
| Oktave      | 4′    |
| Flöte       | 4′    |
| Quinte      | 2 ⁄3′ |
| Sp. Oktave  | 2′    |
| Mixtur V    |       |

| Pedal C–h0 |        |
| Subbass    | 16′    |
| Oktavbass  | 8′     |
| Violon     | 8′     |
| Quintbass  | 5 1⁄3′ |
| Flötenbass | 4′     |

- 14 Register
- Spieltisch(e):
  - 1 Manuale.
  - Pedal.
- Traktur:
  - Tontraktur: Mechanisch.
  - Registertraktur: Mechanisch.

### Die Anschaffung der neuen Orgel 1983

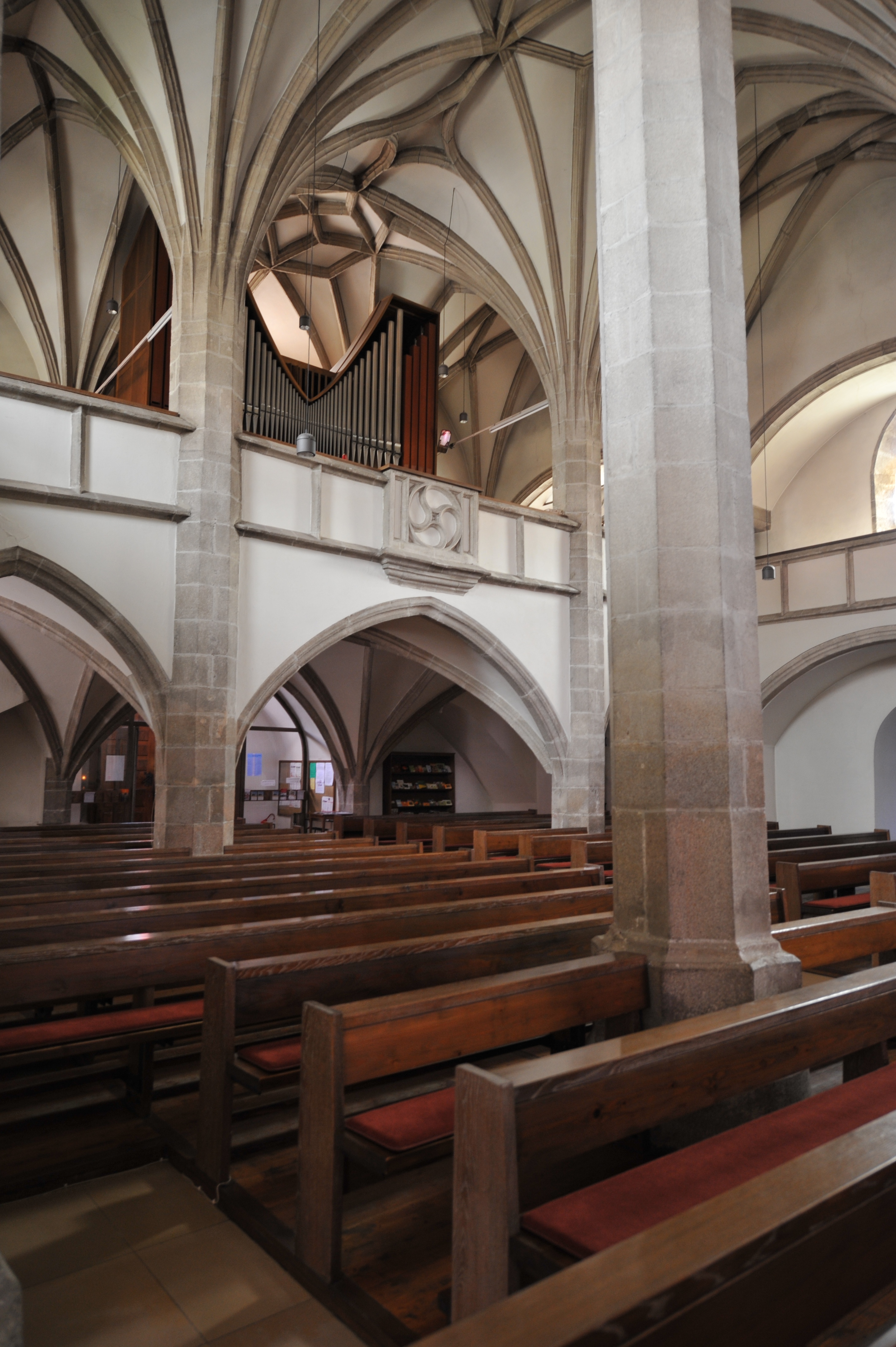
Orgel

Die neue Orgel wurde am 23. März 1983 durch Diözesanbischof Maximilian Aichern eingeweiht.
Die Gesamtplanung und Ausführung der neuen Orgel erfolgte durch die OÖ. Orgelbauanstalt GmbH St. Florian. Orgelbaumeister waren Wilhelm Zika und Helmut Kögler. Die Disposition der Orgel erfolgte durch Augustinus Franz Kropfreiter und Harald Rüdiger Ehrl, Stift Sankt Florian, nach einem Entwurf von Hermann Kronsteiner, Linz. Die Disposition wird künstlerischen Anforderungen in hohem Maße gerecht und verspricht edles Klangvolumen, reiche Farbigkeit und festlicher Glanz.
Nach der Vorlage unbefriedigender Entwürfe für das Orgelgehäuse durch verschiedene Orgelbaufirmen entschlossen sich die Verantwortlichen zur Erstellung des Orgelprospekts in Zusammenarbeit mit einem Plastiker oder Architekten. Mit Hannes Haslecker, akademischer Bildhauer aus Steyregg, wurde ein geeigneter Künstler gefunden. Dessen einfacher Entwurf berücksichtigte die Linienführung des spätgotischen Kirchenraumes und die räumlichen Verhältnisse auf der Empore. Die neue Orgel erhielt das Aussehen eines gotischen Flügelaltares mit einem schlanken Fuß als Unterbau und zwei weitausgreifenden Flügeln für das Hauptwerk der Orgel. Der Künstler, der selber Violine spielt, sah in dem zu planenden Orgelgehäuse in erster Linie das Musikinstrument mit einem möglichst geschlossenen Gehäuse mit einer guten Abstrahlung in den Kirchenraum. Das Gehäuse wurde in Eiche, Vollbauweise ausgeführt und dunkel gebeizt. Der Prospekt selber wirkt sehr ruhig. Da das Wesen einer Pfeifenorgel die Pfeifen ausmachen, stellte er nur diese wohlgeordnet in den Prospekt, außen beidseitig vier kräftige Holz- und anschließend abgestuft 40 Zinnpfeifen. Die kleinen in der Mitte deuten mit etwas höher gesetzten Labien das dahinterliegende Brustwerk an. Auf Zierrat wie Schleierbretter konnte verzichtet werden, da die Orgel der Raumgestalt nach auf der davor liegenden fein gegliederten Steinbrüstung aufgebaut, die drei Seiten das Hauptschiff galerieartig umschließt.
Die Orgel hat insgesamt 23 Register, zehn im Hauptwerk, neun im Brustwerk und vier im Pedalwerk, dazu die entsprechenden Koppeln und Schweller. Die Anzahl der Pfeifen beträgt insgesamt 1516, davon 1276 Metallpfeifen, 98 Holzpfeifen und 142 Zungenpfeifen.
| I Hauptwerk C–g³ |       |
| Quintadena       | 16′   |
| Prinzipal        | 8′    |
| Spitzgamba       | 8′    |
| Rohrflöte        | 8′    |
| Octav            | 4′    |
| Blockflöte       | 4′    |
| Quint            | 2 ⁄3′ |
| Octav            | 2′    |
| Mixtur IV–VI     | 1 ⁄3′ |
| Trompete         | 8′    |

| II Brustwerk (schwellbar) C–g³ |        |
| Gedackt                        | 8′     |
| Gedacktflöte                   | 4′     |
| Nasard                         | 2 ⁄3′  |
| Prinzipal                      | 2′     |
| Waldflöte                      | 2′     |
| Terz                           | 1 3⁄5′ |
| Quint                          | 1 ⁄3′  |
| Scharff III                    | 1′     |
| Krummhorn                      | 8′     |
|                                |        |
| Tremulant                      |        |

| Pedal C–f¹ |     |
| Subbass    | 16′ |
| Octavbass  | 8′  |
| Choralbass | 4′  |
| Fagott     | 16′ |

- Koppeln: II/I, I/P, II/P.
- Spielhilfen:
- 23 Register, 1516 Pfeifen.
- Traktur:
  - Tontraktur: Mechanisch.
  - Registertraktur: Mechanisch.

30 Jahre nach der Inbetriebnahme komponierte der Perger Komponist Thomas Asanger das Präludium für die Perger Orgel II, das im Rahmen eines Festgottesdienstes am 10. März 2012 uraufgeführt wurde.